# Triclistus lativentris
Triclistus lativentris là một loài tò vò trong họ Ichneumonidae.